# Xantofille
Le xantofille (dal greco antico ξανθός?, xanthós, "giallo" e φύλλα, fýlla, "foglie") sono una serie di sostanze naturali appartenenti chimicamente alla famiglia dei carotenoidi, di colore variabile tra il giallo, l'arancione e il rosso, largamente diffuse nel regno animale e vegetale, aventi la struttura chimica fondamentale del carotene, ma contenenti atomi di ossigeno. Il nome venne dato nel 1873 da Berzelius al pigmento solubile in etanolo estratto dalle foglie autunnali. Alcune volte vengono denominate anche fitoxantine, in quanto i nomi di molte sostanze di questa classe sono composti dal nome del vegetale d'origine a cui viene aggiunto il suffisso -xantina.

## Biochimica

Formula chimica della luteina.

Il loro capostipite è la luteina, comunemente definita xantofilla, di formula C40H56O2, la cui formula corrisponde a quella del β-carotene con due ossidrili negli anelli terminali.
Le principali xantofille presenti in natura, sono, oltre alla luteina, la criptoxantina, la zeaxantina (contenuta nel mais), la violaxantina e la rubixantina. Si trovano nelle foglie verdi di tutte le piante, nel mais, nell'erba medica, in molti altri vegetali e anche in animali (crostacei e volatili). È da notare che alcune xantofille, quali la capsantina e la capsorubina contenute nella paprica, sono tradizionalmente considerati dei derivati del carotene e non della xantofilla.  Dal punto di vista commerciale la principale fonte di xantofille è costituita dai fiori del Tagetes erecta.
La luteina, sotto forma diestere palmitico (Helenen o Helenium), è contenuta nei petali di questi fiori, ampiamente coltivati allo scopo nell'America Latina, e ne viene estratta con solvente. L'estratto ottenuto, ad una concentrazione del 5 - 15 % in attivo, può essere usato tal quale o sottoposto a saponificazione per ottenere la luteina sotto forma di alcol libero. Le altre xantofille disponibili commercialmente (cantaxantina, citranaxantina e astaxantina) sono prodotte per sintesi ed utilizzate soprattutto nel settore zootecnico.
Le xantofille, come la maggior parte dei carotenoidi, sono in genere liposolubili, ma sono meno sensibili di questi all'ossidazione.
Anche le xantofille, come gli altri derivati del carotene, sono di grande importanza biologica. I carotenoidi vengono prodotti in natura solamente in conseguenza di processi di fotosintesi, e quindi gli animali devono assumerli con la dieta. Le xantofille non sono, come il carotene, precursori della vitamina A, ma tuttavia la loro importanza è notevole in quanto intervengono come protettori dell'ossidazione in molti processi biochimici. La luteina e la zeaxantina sono le xantofille presenti in misura maggiore nel corpo umano, in particolare nel plasma, nei tessuti grassi, in alcune ghiandole. 
La luteina può avere effetti positivi sul colesterolo presente nel plasma. La luteina e la zeaxantina sono i maggiori costituenti della macula lutea della retina umana. Alcuni studi hanno inoltre mostrato l'attività della luteina nell'inibire alcuni tipi di tumore.

## Utilizzi
L'uso delle xantofille come coloranti per i prodotti alimentari discende, oltre che da quanto esposto sopra, dall'uso prolungato nell'alimentazione umana senza che siano mai sorti sospetti di nocività. Possono essere impiegate anche nei cosmetici sia come coloranti che per le loro proprietà biochimiche.
Le xantofille trovano largo impiego nell'industria alimentare per i prodotti della pasticceria da forno, gelati, budini, dessert, salse, maionese, frutta candita, bevande e prodotti dietetici, snack.
Grande è l'importanza della luteina nel settore zootecnico, e in quello avicolo in particolare; il mangime per i polli contiene notevoli quantità di mais giallo e di erba medica, sostanze ricche in xantofille (soprattutto zeaxantina e luteina). Queste xantofille, diversamente dai carotenoidi non ossigenati, come il β-carotene, vengono metabolizzate dall'animale e deposte o nel grasso sottocutaneo o nel tuorlo dell'uovo, a cui impartiscono il caratteristico colore giallo. 
Se l'animale non ha un'alimentazione bilanciata, o è malato, questo metabolismo viene alterato e di conseguenza una pelle o un tuorlo non ben colorati possono essere il sintomo di un'alimentazione non corretta, di condizioni ambientali sfavorevoli o di malattie. 
Per mantenere la quantità di xantofille nel mangime alla dose ottimale vengono quindi aggiunte xantofille, sia di origine naturale che sintetica, che permettono di assicurare la giusta dose indipendentemente dalla disponibilità di mais giallo, che varia a seconda delle stagioni e dei prezzi di mercato.
La luteina può essere impiegata come colorante anche in cosmetica in sostituzione del carotene, rispetto al quale mostra una maggior resistenza alla luce e all'ossidazione.

### Legislazione
L'attuale legislazione alimentare italiana (D.M. 27 febbraio 1996 n. 209) elenca le xantofille sotto la voce E 161. La luteina  (E 161 b) si può impiegare, oltre che nei prodotti già citati, anche nei seguenti: prodotti della confetteria, confetture e conserve di frutta, bevande alcoliche e analcoliche, vini aromatizzati, formaggi, complementi alimentari, decorazioni e ricoperture, minestre, senape, paste di pesce, crostacei, succedanei del salmone, surimi, uova di pesci, pesce affumicato, surrogati della carne e del pesce a base di proteine vegetali.

## Attività biologica della luteina
L'impiego come semplice colorante è tuttavia, limitativo, infatti l'attività biologica e fisiologica della luteina può essere adeguatamente sfruttata negli integratori e nei complementi alimentari, soprattutto in associazione al carotene ed al tocoferolo. Recentemente la luteina è entrata in alcune farmacopee ed è stata utilizzata come principio farmacologicamente attivo.